# Ренет оранжевий Кокса
Рене́т ора́нжевий Ко́кса або  Пепин оранжевий Кокса (Malus domestica var. Cox's Orange Pippin) — сорт яблуні домашньої, що його вивів 1830 року бровар-пенсіонер і садівник Річард Кокс у Колнбруці (Бакінгемшир, Англія). Ймовірно, що походить він від сорту Рібстон пепин. В продажу цей сорт впровадив Чарльз Тернер у 1840-х роках, а почали його вирощувати в промислових масштабах у 1860-х особливо в графствах Евешем й Вустершир, пізніше Кент.

## Опис і застосування

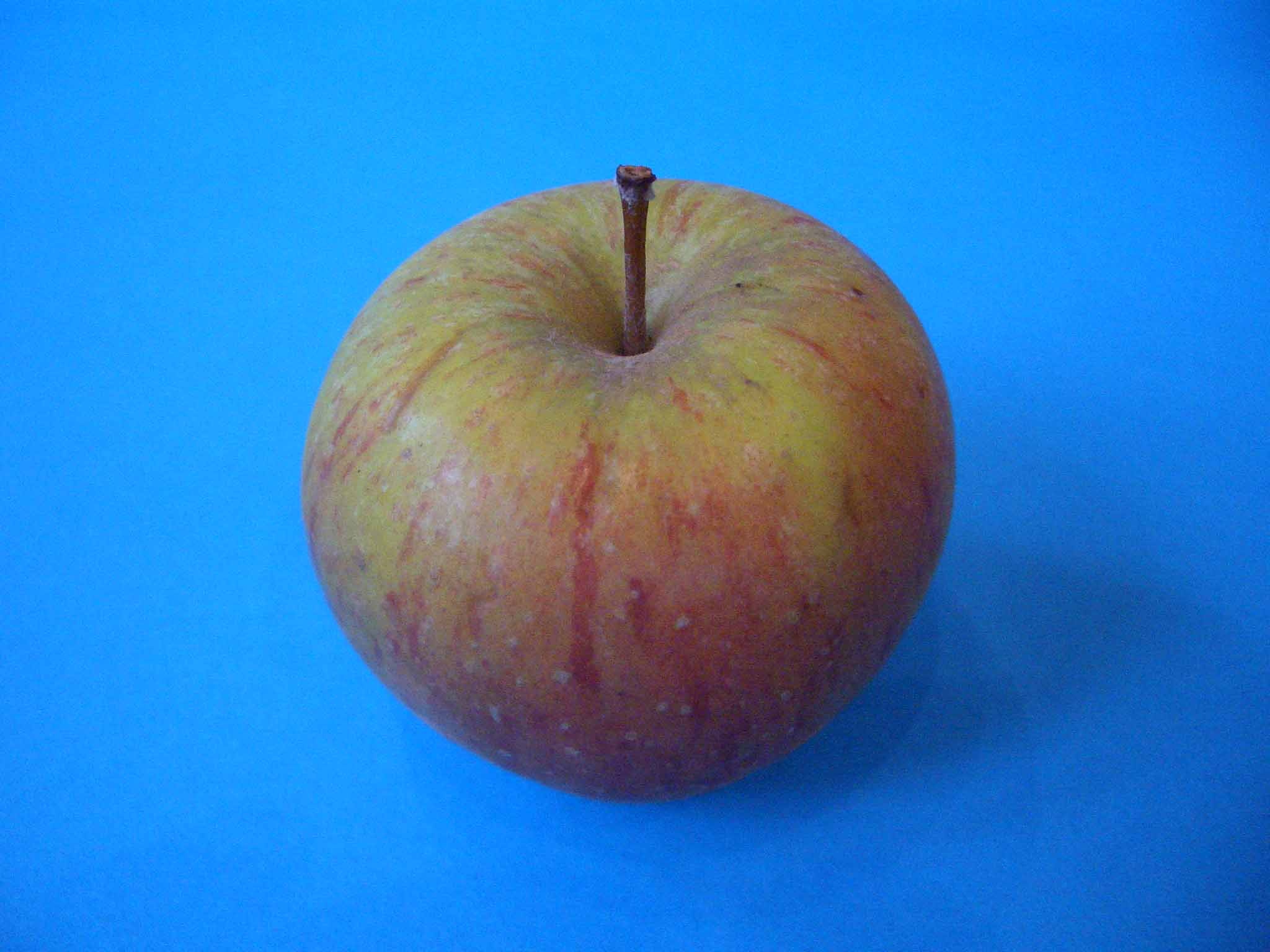
Ренет оранжевий Кокса.

Яблука цього сорту цінують за їхній чудовий смак і привабливий вигляд. Вони середнього розміру, помаранчево-червоного кольору з карміновими плямами на жовтому тлі. М'якуш біло-жовтого кольору, дуже ароматний, дрібнозернистий, хрусткий та дуже соковитий. Смак яблук кислуватий, з відтінками вишні й анісу. З віком він пом'якшується. Якщо потрусити спілим яблуком, то чути як шарудить насіння, оскільки воно не тримається міцно всередині насіннєвої коробки.
Крім вживання у свіжому вигляді ці яблука часто змішують з плодами інших сортів для виробництва сидру.

## Вирощування

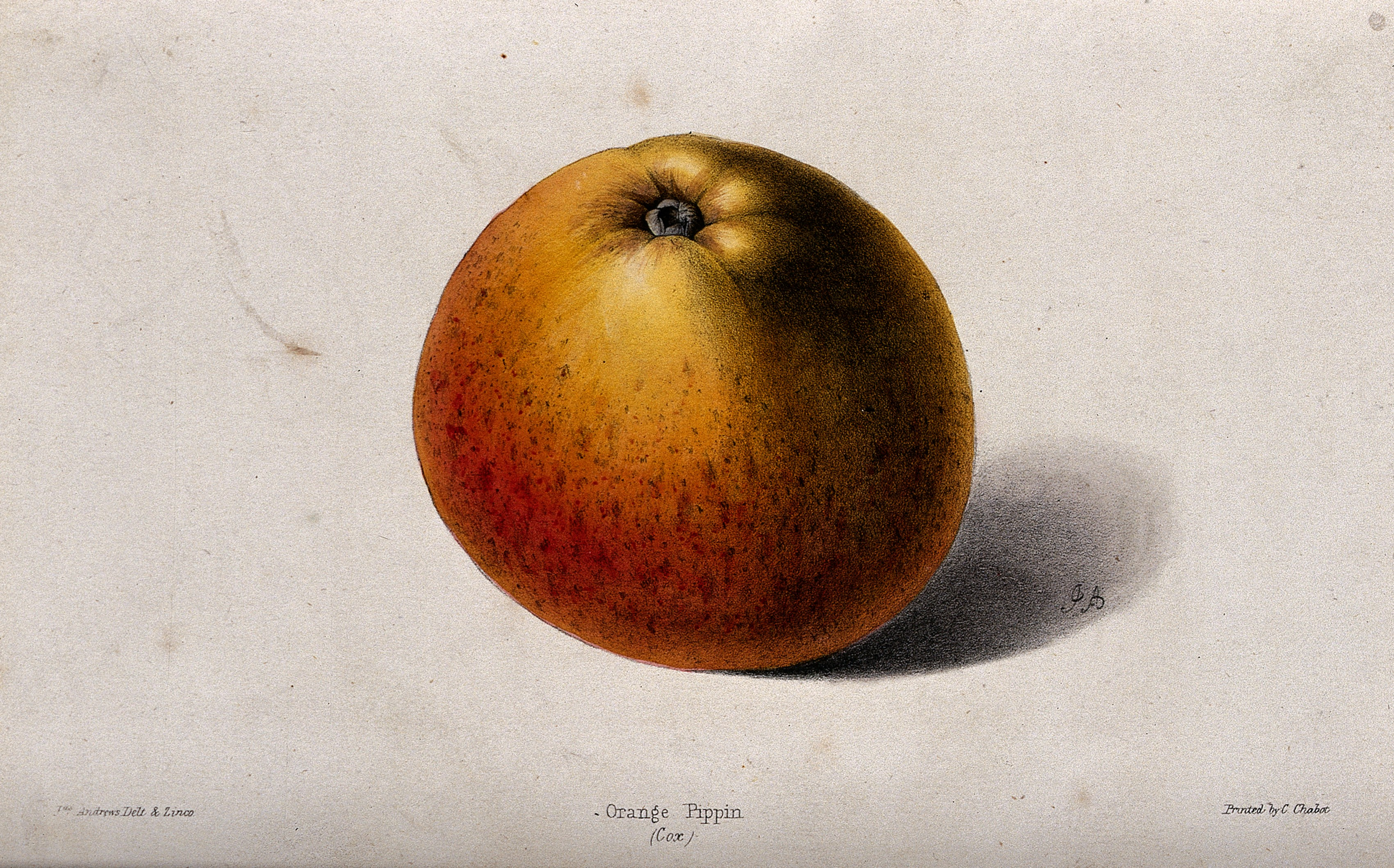
Професійна замальовка яблука.

Згідно з Інститутом Харчових Досліджень в Норвічі, 50% відсотків урожаю десертних яблук у Великій Британії становлять плоди саме цього сорту. Дерева мають середній зріст і регулярно плодоносять. Однак вони досить вибагливі до умов навколишнього середовища і чутливі до таких захворювань, як парша, борошниста роса і антракноз, а отже їх рідко вирощують у промислових садах в Північній Америці. Сорт досить поширений у Бельгії, Нідерландах, країнах, де клімат схожий на англійський. За минулі роки виникло багато клонів сорту, які зберігають "Кокс" у своїй назві, наприклад, Черрі Кокс, Крімсон Кокс, Кінг Кокс і Квін Кокс. На додачу до цього, селекціонери схрестили його з іншими сортами, щоб підвищити швидкість зростання, урожайність, посилити стійкість до хвороб, але зберегти унікальні смакові якості.